# 高松競輪場
高松競輪場（たかまつけいりんじょう）は、香川県高松市福岡町一丁目にある競輪場。施設所有および主催は高松市。競技実施はJKA西日本地区本部中四国支部。

## 概要
高松競輪場は1950年に開設（5月17日に完成し、登録日翌日の6月5日に初開催）された。
記念競輪（GIII）は『玉藻杯争覇戦』の名称で開催されており、近年まで毎年5月に開催されていたが、ここ数年は2月付近に開催されている。なお、2025年度の記念競輪は改修工事の兼ね合いもあり小松島競輪場を借り上げ、2026年度の記念競輪も同様の理由で玉野競輪場を借り上げて開催される予定。マスコットキャラクターはチーターの「チータカ」で、それにちなみ記念競輪2日目の優秀競走は「チータカカップ」として行われている。また開催廃止となった観音寺競輪場で行われていた『吉田実杯』が2013年より当場に移動して開催されている。
過去には1982年、1991年にオールスター競輪、2000年、2004年に共同通信社杯競輪、2002年に西王座戦、2009年には東西王座戦が、2014年には読売新聞社杯全日本選抜競輪が、2017年には初めてのウィナーズカップがそれぞれ開催された。
2004年8月31日未明、台風16号による高潮が発生、これにより競輪場のバンク及び事務所が浸水した。これは開設以来初の出来事である。またこの日の場外発売は中止された。
トータリゼータシステムは日本ベンダーネットを採用している。場内に手打ちの讃岐うどんを出している店があることで有名。
2004年3月17日から四国競輪インターネットライブを開始し動画実況を配信していたが2010年11月2日に終了した。
2022年9月15日より全国29場目となるミッドナイト競輪を開始した。

### 存廃問題
開設してから70年が経過し、施設老朽化・建物の耐震問題と売り上げ額の減少もあり存廃問題が議論されたが、市民へのアンケートで半数近くが存続を希望したことなどもあり、存続することとなった。のち、ナイター設備の設置など施設改修を行った上でミッドナイト競輪を開催する意向であることが報じられ、先述の通り2022年9月より当地でもミッドナイト競輪を開始した（なお、それまでは玉野競輪場ないし松山競輪場にて施設借り上げで開催を行っていた）。また、2020年はCOVID-19の影響で4月から7月まで開催を休止したことで経営が悪化したことを受け、2021年度より車券の販売や宣伝・広告選手宿舎の運営など競輪業務を民間委託する方針を決め、プロポーザル方式で年内にも運営会社を決定することとなった。その後、同年度より株式会社チャリ・ロトに民間委託される事になった。来場者は減少が続いているがインターネット投票・電話投票が好調で売上高は急回復しており、2022年度の売上高は、2000年以降では最高水準となる212億円で、14年ぶりに200億円台に回復し、市の一般会計にも2億円を繰り出した。
スタンドなどの施設については老朽化が著しいことから、2024年度から2027年度にかけて全面的に解体し、建て替えを行う方針を固めた。新しいスタンドは、収容者数を現行（約14,000人）から約8割減らして約2,600人とする。一方で、現在にはないエレベーター、車いす利用者用の観覧席や、授乳室、テラスを新設する予定。また、「自転車文化を創造するハイブリッド競輪場」を目指して約8万㎡ある敷地のうち競輪施設エリアは約5万4000㎡とし、余った敷地にはサイクルツーリズムの軸となるホテルを中心に、BMXなどのスポーツゾーン、憩いと遊びのパークゾーン、商業施設が集積するマーケットゾーンが設けられる予定。さらに、全面リニューアル後はGIレースの誘致を検討している。
2025年6月22日に場内でイベントが開催され、この日をもって一旦閉鎖。2027年12月に本場開催の再開を予定している。なお、場外発売についても一旦休止し、仮設売場を設置の上、7月29日より再開する。

## チャリロト
2012年12月25日からの開催より、重勝式投票にあたるチャリロトが発売される。なお高松は奈良競輪場・玉野競輪場・高知競輪場・広島競輪場とキャリーオーバーを共有する『グループC』としての発売となり、キャリーオーバーの対象外であるチャリロト3は高松の開催では発売されない。

## バンクの特徴
400mバンクを採用している。かつて333mバンクだったものを1972年（1971年という説も）に改修した名残で、カントがきついのが特徴。

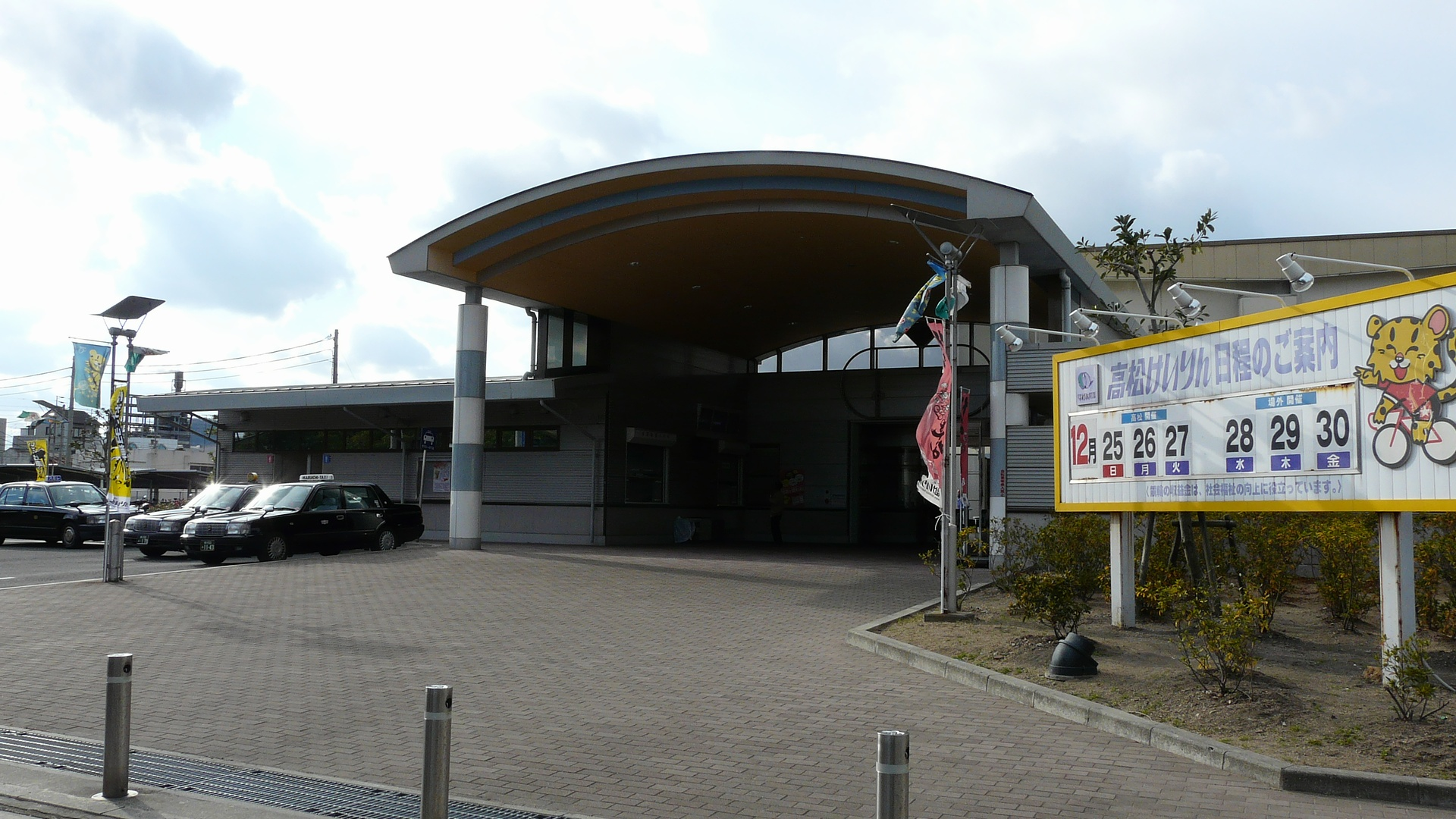
入場門
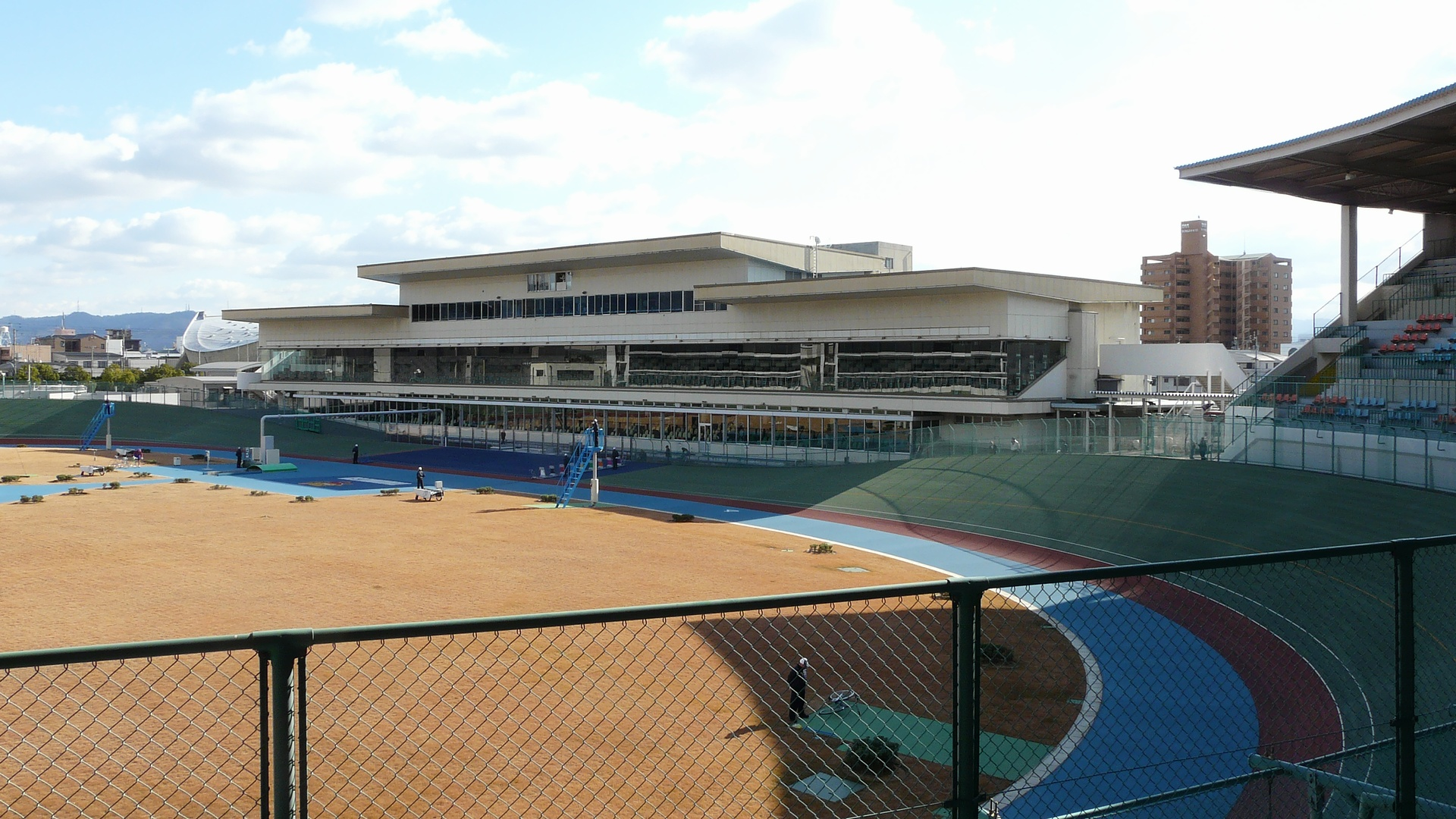
スタンド
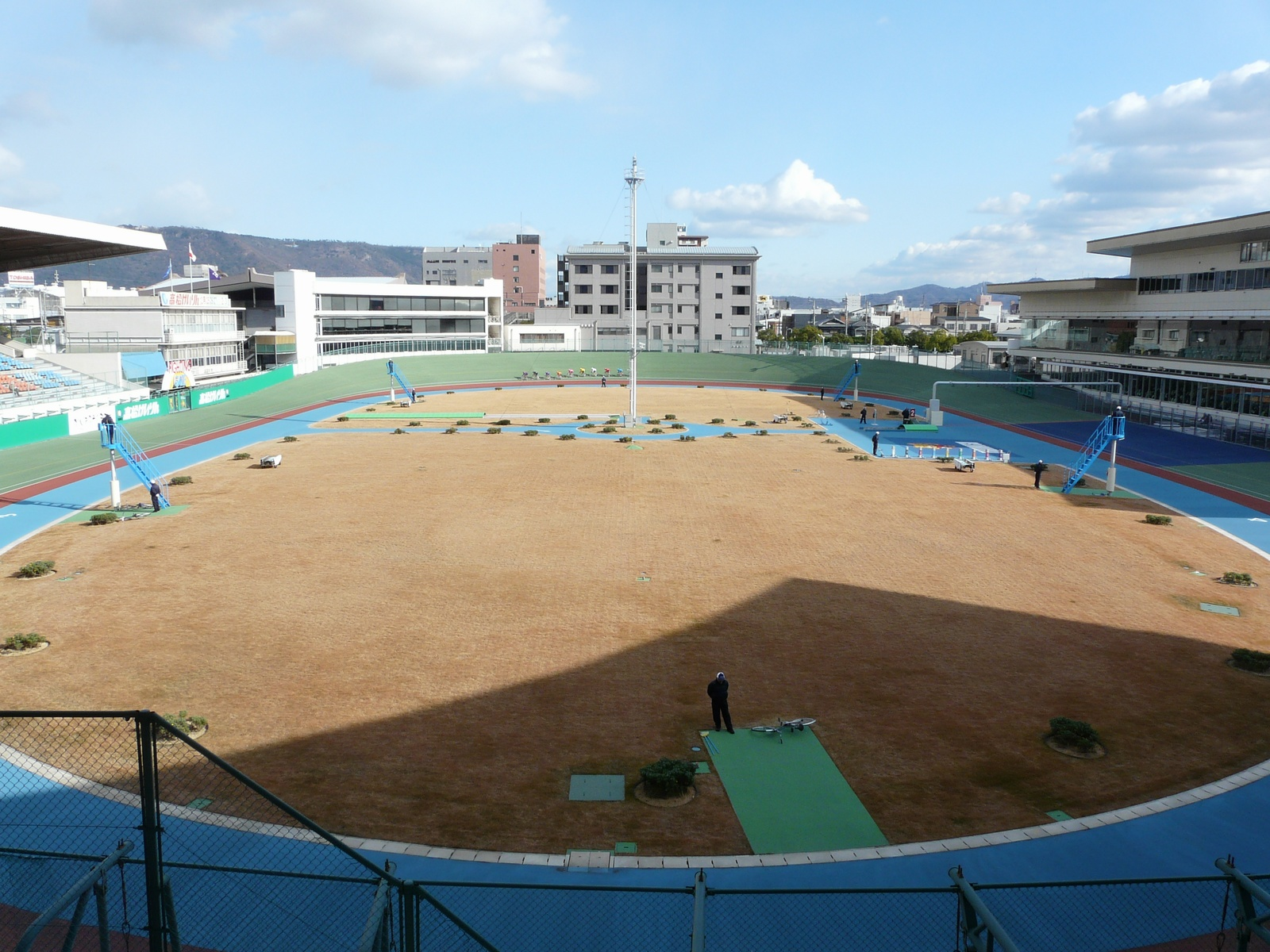
バンク
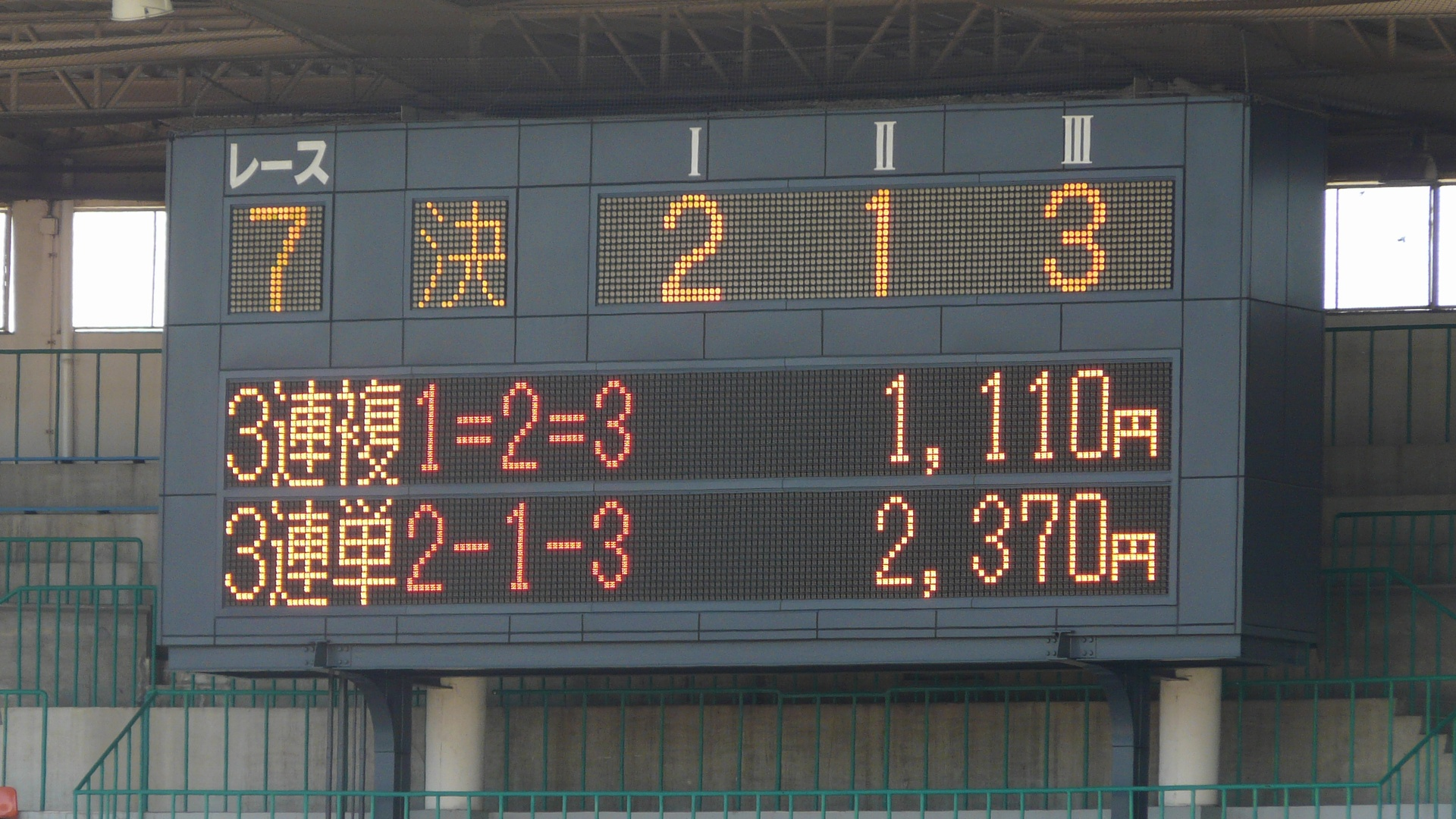
電光掲示板

## アクセス
- 高松琴平電気鉄道志度線今橋駅下車、徒歩10分。
- 記念開催時は高松駅前バスターミナル11番のりばから無料送迎バスあり。競輪場までは約10分（但し2021年は無観客での開催となるため運行なし）。

## 歴代記念競輪優勝者
| 年        | 優勝者     | 登録地 |
| --------- | ---------- | ------ |
| 2002年    | 村上義弘   | 京都   |
| 2003年    | 山田裕仁   | 岐阜   |
| 2006年1月 | 伏見俊昭   | 福島   |
| 同年6月   | 伏見俊昭   | 福島   |
| 2007年    | 手島慶介   | 群馬   |
| 2008年    | 小嶋敬二   | 石川   |
| 2009年    | 佐藤慎太郎 | 福島   |
| 2011年    | 村上義弘   | 京都   |
| 2012年    | 深谷知広   | 愛知   |
| 2013年    | 深谷知広   | 愛知   |
| 2014年    | 神山雄一郎 | 栃木   |
| 2016年    | 深谷知広   | 愛知   |
| 2018年    | 三谷竜生   | 奈良   |
| 2019年    | 太田竜馬   | 徳島   |
| 2020年    | 松浦悠士   | 広島   |
| 2021年    | 松浦悠士   | 広島   |
| 2022年2月 | 山田久徳   | 京都   |
| 同年12月  | 佐々木悠葵 | 群馬   |
| 2024年    | 浅井康太   | 三重   |
| 2025年    | 郡司浩平   | 神奈川 |
| 2026年    |            |        |